# Apollonias
Apollonias (łac. Dioecesis Apolloniensis) – stolica historycznej diecezji w Cesarstwie Rzymskim (prowincja Bitynia), współcześnie w Turcji. Od 1933 katolickie biskupstwo tytularne (wakujące od 1968).

## Biskupi tytularni
| Lp. | Biskup               | Funkcja                                  | Od               | Do               |
| --- | -------------------- | ---------------------------------------- | ---------------- | ---------------- |
| 1   | Pjetër Dema          |                                          | 27 stycznia 1952 | 28 stycznia 1955 |
| 2   | Nicholas Thomas Elko | egzarcha apostolski Stanów Zjednoczonych | 5 lutego 1955    | 6 lipca 1963     |
| 3   | Enrico Petrilli      | biskup pomocniczy Sieny (Włochy)         | 2 września 1963  | 9 lutego 1968    |